# Ritratto di Ida Rubinštejn
Il Ritratto di Ida Rubinštejn (in russo Портрет Иды Рубинштейн?, Portret Idy Rubinštejn) è un dipinto del pittore russo Valentin Aleksandrovič Serov, realizzato nel 1910 a Parigi. Oggi è conservato al museo russo di San Pietroburgo.
Questo ritratto riflette l'interesse di Serov per il tema di "mostrare la vita" che era apparsa nell'età dell'argento e aveva affascinato il pittore alla fine della sua vita. Egli morì all'età di 46 anni, un anno dopo la realizzazione di questo dipinto. Questo tema metteva in luce "gli uomini e le donne del futuro", preoccupati per la loro condizione fisica e l'abbellimento del corpo.
Il dipinto rappresenta Ida L'vovna Rubinštejn, una ballerina e attrice di successo, la cui vita ed esibizione erano seguite dal pubblico. Serov incontrò la ballerina a Parigi sul palco e vide in lei l'incarnazione dell'Oriente antico. L'ammirava come un "bassorilievo antico che prende vita" e per trasmettere questa sensazione adoperò delle tecniche pittoriche vicine al simbolismo.

## Storia

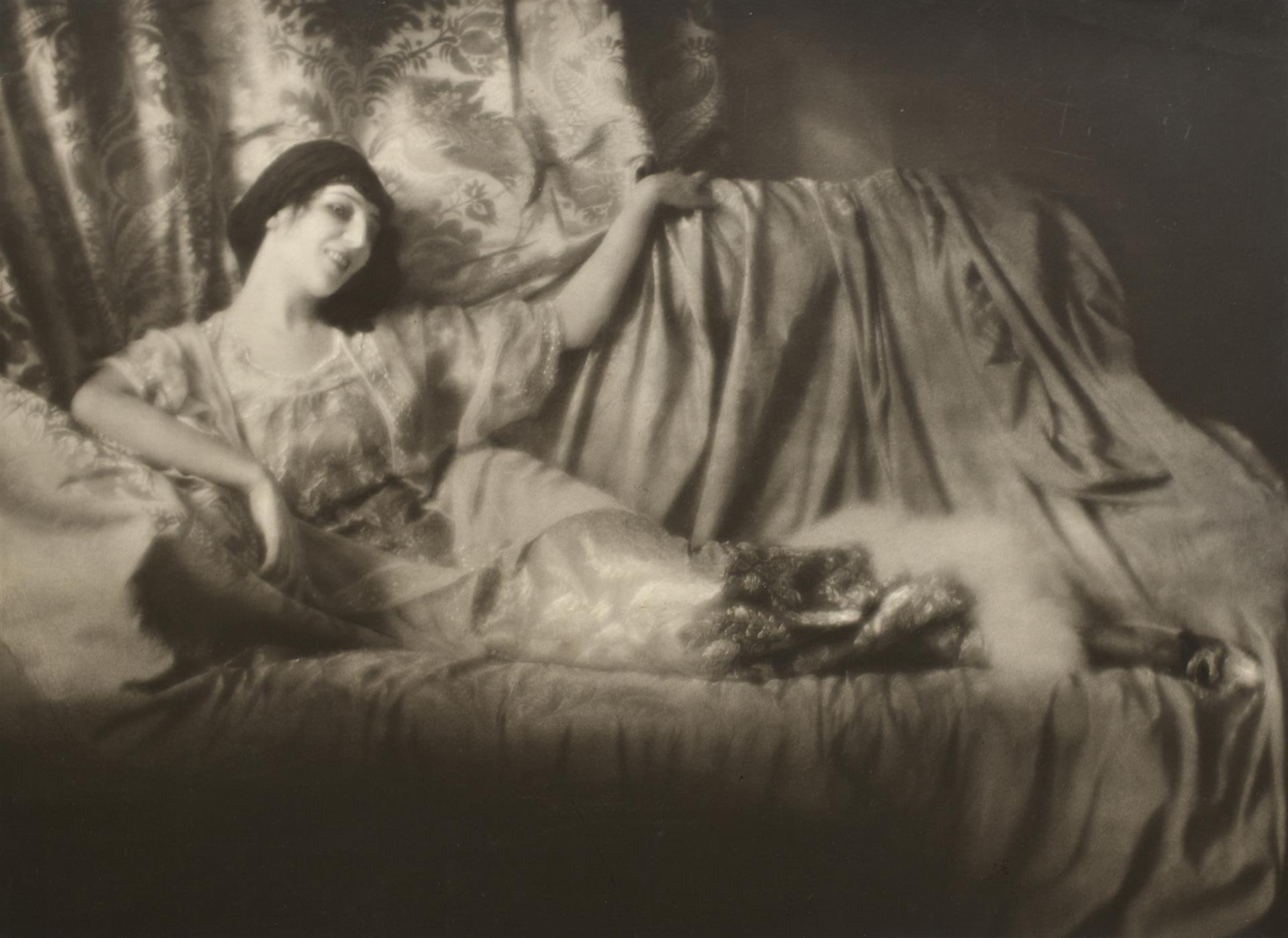
Ida L'vovna Rubištejn in una fotografia di Otto Wegener del 1912.

A Parigi, nel 1910, Serov conobbe Ida L'vovna Rubištejn durante uno spettacolo e pensò immediatamente all'immagine che poteva trarre da lei. Egli le chiese di posare per un ritratto. Lo storico dell'arte John Ellis Bowlt afferma che il pittore scelse di dipingerla nella cappella sconsacrata di un convento parigino.
Poco dopo la sua realizzazione, l'autore offrì la tela al museo russo. Nel 1911, questa venne esposta a un'esposizione a Mosca realizzata da Mir iskusstva e ad una mostra a Roma. Le reazioni della critica furono miste. Il'ja Repin, che aveva insegnato a dipingere a Serov, non apprezzava questo dipinto, essendo fortemente attaccato alle proprie tradizioni. Nemmeno alla stessa Ida piacque il dipinto, "troppo moderno" per lei, preferendogli il ritratto della pittrice Romaine Brooks, che era la sua amante.

## Descrizione

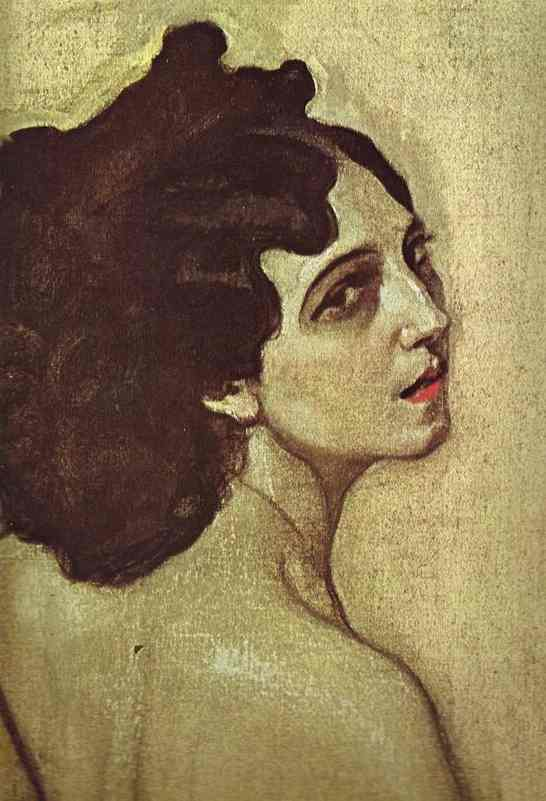
Un dettaglio del volto.

Il ritratto dell'attrice russa la presenta seduta su un letto, nella sua nudità, mentre gira la testa verso lo spettatore. A differenza del fascino delle schiave e delle baccanti di Léon Bakst, Ida Rubinštejn ha qualche cosa di sinistro e non erotico. Malgrado il movimento sinuoso del corpo della ballerina sulla tela, la tentazione dell'erotismo è esclusa. Quest'opera è radicalmente diversa da tutte le opere seroviane, lontana dai dipinti mondani dei personaggi dell'alta società pietroburghese o dei bei ritratti dei suoi figli.
La celebre ballerina posava nuda dal suo debutto nel 1908 per il ruolo di Salomè nell'opera teatrale di Oscar Wilde, spogliandosi completamente durante la danza dei sette veli. Nonostante tutto, ciò costrinse il pittore a scartare ogni associazione che permetteva di identificare il viso sulla tela con la realtà. Ma Serov non voleva "rappresentare" Ida Rubištejn, bensì creare un'immagine a partire dal materiale molto ricco che gli donava la sua modella. Sono solo tre i colori usati allo stato puro: il blu, il verde, il marrone. Ogni colore è isolato e nulla segna lo spazio nel quale si trova la figura. L'immagine richiama gli affreschi egiziani nel dipingere la modella sullo stesso piano dello sfondo. Ida Rubištejn non sembra seduta, ma piuttosto sdraiata, il che le dona, malgrado la sua stravaganza e tutta la sua raffinatezza, una tinta di debolezza e di vulnerabilità.
La danzatrice stilizzata, raffinata, i cui tratti originali sono sottolineati da Serov, è descritta così da Nina Simonovič-Efimova, che la vide mentre posava nello studio di Serov:
Ol'ga Valentinovna Serova, la figlia del pittore, scriveva nelle proprie memorie a proposito di questo dipinto che "Ida Rubinštejn non era affatto magra come l'aveva immaginata suo padre" e che, apparentemente "l'aveva stilizzata deliberatamente".